# Departure (film 2015)
Departure è un film del 2015 scritto e diretto da Andrew Steggall, al suo primo lungometraggio.
Fanno parte del cast Juliet Stevenson, Alex Lawther, Phénix Brossar, Niamh Cusack, Patrice Juiff e Finbar Lynch.

## Trama
In un autunno di una tranquilla campagna del Sud della Francia, Beatrice e il figlio adolescente Elliot trascorrono i loro ultimi giorni nella casa delle vacanza appena messa in vendita, per sistemare e portare via le cose rimaste. Qui fanno la conoscenza di Clément, anche lui temporaneamente in visita al paese, che porterà la famiglia ad un inevitabile punto di svolta.
In questi pochi giorni Beatrice prende coscienza dell'infelicità nel proprio matrimonio con Philip, mentre Elliot prende confidenza con il proprio corpo e la propria sessualità.
Al momento di ritornare in Inghilterra nulla sarà più come prima.

## Produzione
Il budget del film è stato di $1.100.000. Le riprese hanno avuto luogo dal 3 novembre al 10 dicembre 2014, nella regione di Linguadoca-Rossiglione, nel Sud della Francia.

## Colonna sonora
Le musiche sono di Jools Scott. È presente la traccia Catch the wind di Oliver Daldry.

## Distribuzione
Il film è stato presentato in anteprima mondiale al Dinard Festival of British Cinema il 1 ottobre 2015.
Il 18 ottobre 2015 ha partecipato al Concorso Young Adult della XIII Edizione di Alice nella Città, sezione autonoma e parallela della Festa del Cinema di Roma.
È uscito nelle sale del Regno Unito il 20 maggio 2016, distribuito dalla Peccadillo Pictures.

## Curiosità
Nel film si fa riferimento ad una relazione omosessuale di Victor Hugo, repressa fino alla morte della madre.